# 名越善正
名越 善正（なごし ぜんせい、元和5年4月（1619年頃）没）は、安土桃山時代から江戸時代初期の京都三条釜座の釜師。名越浄祐の子で、名越家の11代当主。通称、弥七郎。

## 略歴
- 西村道冶『釜師之由緒』や、名越昌孝『鋳家系』に若干記す他は記録が非常に少ない。
  - 名越家は釜座中最も古い家系で、善正の子と考えられる名越三昌は慶長19年（1614年）、方広寺（京都市）の「国家安康、君臣豊楽」で知られる梵鐘鋳造で棟梁として鋳物師を統率していることなどから、三条釜座の中心人物であったと推測されている。

## 作品
- 『名物釜名寄』に西村道仁と合作とされる「猿釜」が記載される。